# Kanton Besançon-Nord-Ouest
Besançon-Nord-Ouest is een voormalig kanton van het Franse departement Doubs. Het kanton maakte deel uit van het arrondissement Besançon.
Het kanton omvatte uitsluitend een deel van de gemeente Besançon.
Wijken:
- Montrapon
- Montboucons
- Montjoux
- Fontaine-Écu
- Bouloie
- Observatoire